# Joel Rinne
Toivo Joel Rinne (Asikkala, 6 giugno 1897 – Helsinki, 3 dicembre 1981) è stato un attore finlandese.

## Biografia

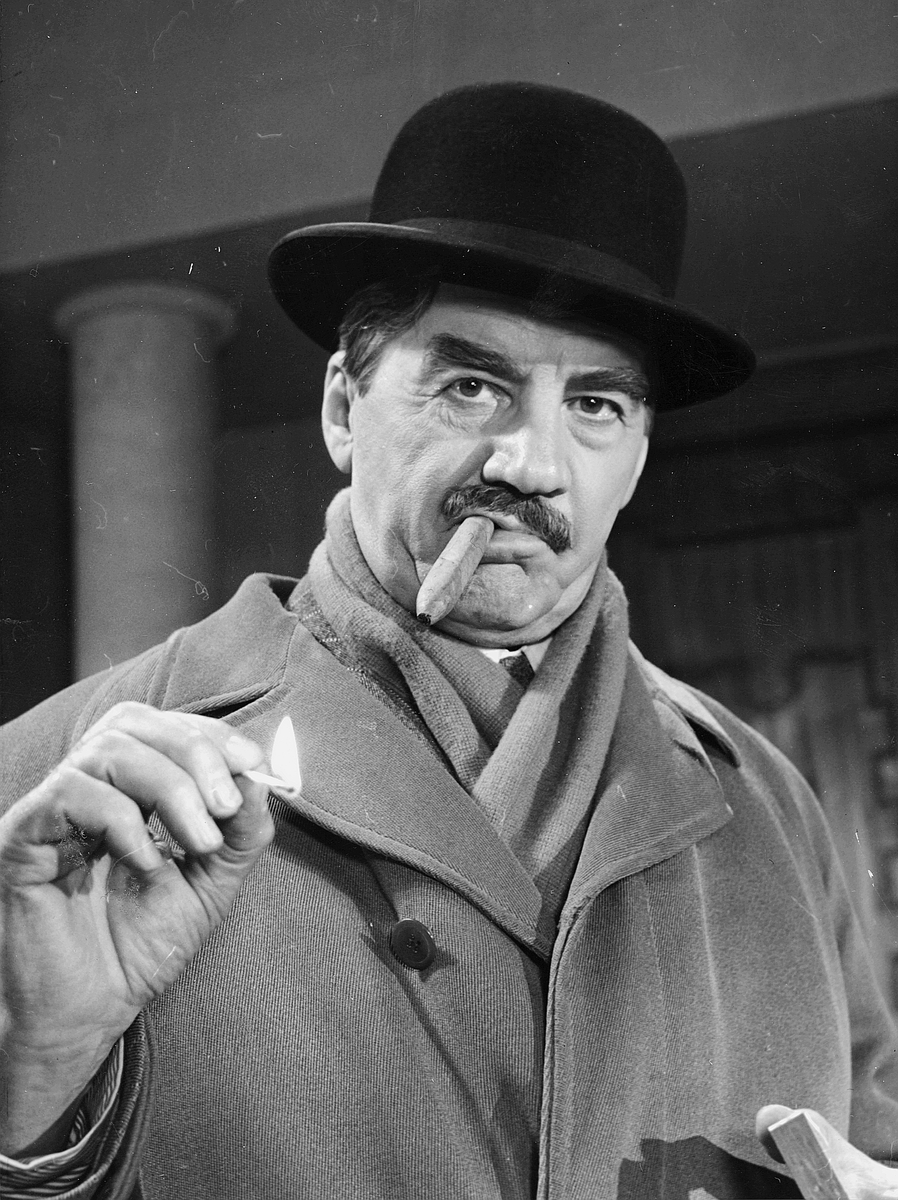
Joel Rinne interpreta il Commissario Palmu

Tra i suoi ruoli cinematografici più memorabili c'è stato il ruolo del titolo nella serie di film del Commissario Palmu, che iniziò con Komisario Palmun erehdys nel 1960 e continuò con tre sequel. Un altro ruolo noto di Joel Rinne del Maresciallo Mannerheim. nel film del 1970 Päämaja diretto da Matti Kassila.
Joel Rinne apparve anche alla radio. Negli anni '60, nella versione radiofonica in lingua finlandese di Gestatten, mein Name ist Cox ("Good Evening, My Name Is Cox"), interpretò il personaggio principale, l'avventuriero Paul Cox.

### Vita privata
Joel Rinne si sposò due volte. La sua prima moglie fu l'attrice Rosi Helminen dal 1924 al 1934, anno del divorzio. La seconda fu Saga Rikberg alla quale fu legato dal 1936 fino alla sua morte.
Rinne ebbe tre figlie: Saara Liisa, Kirsti e Lena, delle quali Kirsti morì da bambina.

## Filmografia
- Rautakylän vanha paroni - regia di Carl Fager (1923)
- Aatamin puvussa ja vähän Eevankin - regia di Jaakko Korhonen (1931)
- Kuollut mies rakastuu - regia di Ilmari Unho (1942)
- Kuollut mies vihastuu - regia di Ilmari Unho (1944)
- Hedelmätön puu - regia di Hannu Leminen (1947)
- Huhtikuu tulee - regia di Valentin Vaala (1953)
- Komisario Palmun erehdys - regi di Matti Kassila (1960)
- Kaasua, komisario Palmu! - regia di Matti Kassila (1961)
- Tähdet kertovat, komisario Palmu - regia di Matti Kassila (1962)
- Vodkaa, komisario Palmu - regia di Matti Kassila (1969)
- Päämaja - regia di Matti Kassila (1970)